# Kalettomanjärvi (sjö i Mäntyharju, Södra Savolax)
Kalettomanjärvi är en sjö i kommunen Mäntyharju i landskapet Södra Savolax i Finland. Sjön ligger 102,8 meter över havet. Arean är 85 hektar och strandlinjen är 8,16 kilometer lång. Sjön  ingår i Kymmene älvs huvudavrinningsområde.   Den ligger omkring 51 kilometer söder om S:t Michel och omkring 160 kilometer nordöst om Helsingfors. 
I sjön finns ön Jurkkosensaari. 